# James Macdonald
Generálmajor Sir James Ronald Leslie Macdonald (8. února 1862 – 27. června 1927) byl britský inženýr, průzkumník, vojenský důstojník a kartograf. Narodil se v Madrasském předsednictví, jako mladý muž byl pozorovatelem balónů, zkoumal železnice v Britské Indii a východní Africe, prozkoumal oblast horního Nilu, velel balónovým sekcím během druhé búrské války a boxerského povstání a v letech 1903 – 1904 vedl britskou expedici do Tibetu.
Macdonald zemřel dne 27. června 1927 v anglickém Bournemouthu ve věku 65 let.